# 劳动红旗勋章 (捷克斯洛伐克)
劳动红旗勋章（捷克語：Řád rudého praporu práce）是捷克斯洛伐克共和国政府于1955年设立的勋章。

## 历史
“劳动红旗勋章”是由1955年5月4日第24/1955号法令设立的。该法令于1955年5月17日正式生效。同时设立的还有劳动红星勋章等。该勋章只有一个级别。
它授予在经济、科学和文化方面建立功勋的人士，也可以是组织。主要有两种版本。1955年至60年代初期的版本采用具有捷克传统的竖插式佩戴方式，背面挂环下方五角星突出；后来采用横别针式，背面挂环下方无突出五角星。
随着天鵝絨革命的爆发，它于1990年10月15日被正式废除。